# スクート

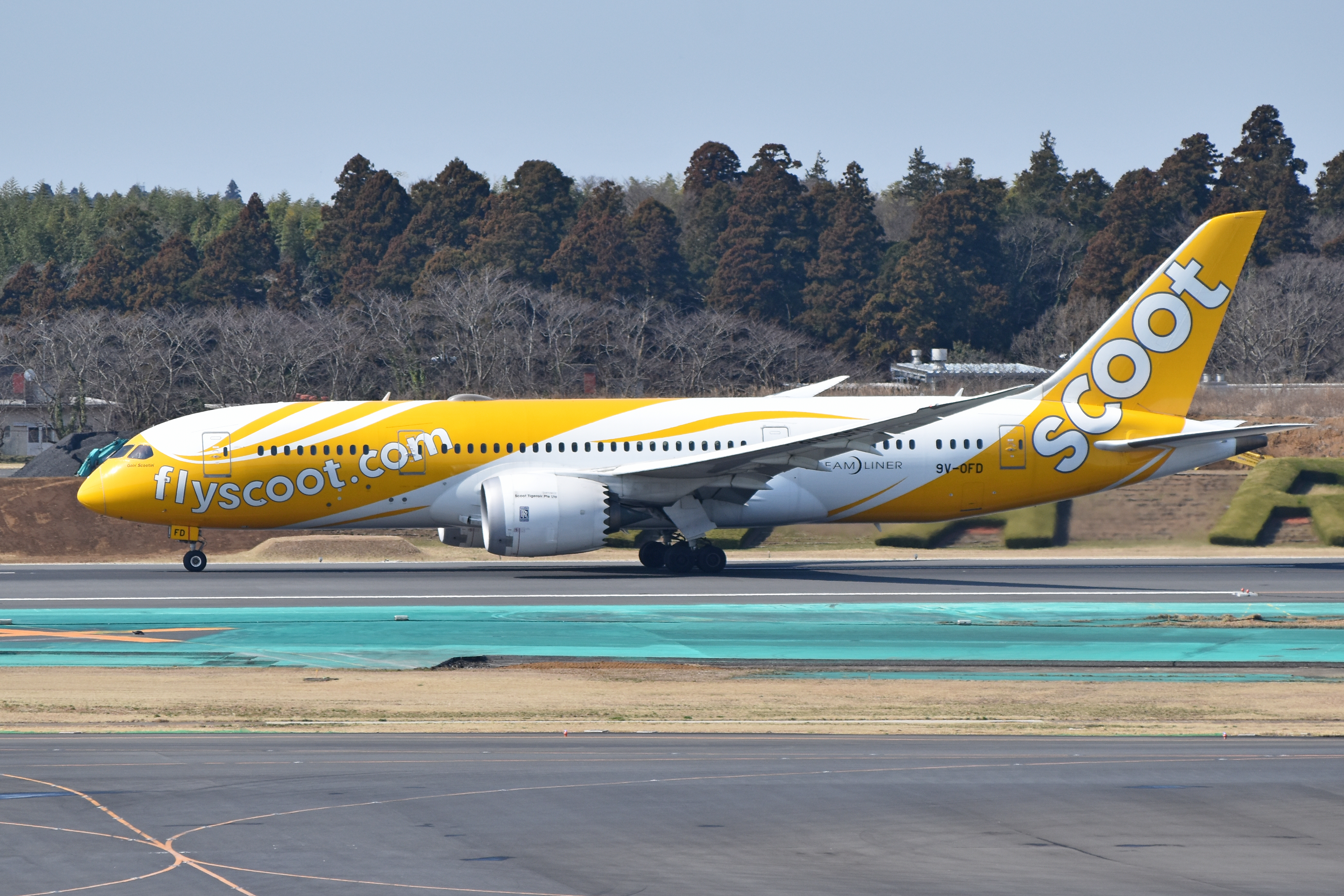
ボーイング787-8型機

Scoot （スクート）は、シンガポールにあるシンガポール・チャンギ国際空港を拠点に運航している格安航空会社。同国のフラッグキャリアのシンガポール航空傘下である。スクート・タイガーエア・プライベート・リミテッド(Scoot Tigerair Pte Ltd)のブランド。
「SCOOT」は英語で「走り出す」といった意味で、シンガポールでの話者が多い中国語では「クールだ」という意味を持つ「酷」を含む「酷航」となる。

## 歴史
- 2011年5月、シンガポール航空が、長距離国際線を運航する格安航空会社を設立する計画を発表[2][3]。
- 2011年6月17日、シンガポール航空の出資により設立された。すでに就航していたシンガポール航空傘下のタイガーエアは短距離路線を担当し、棲み分けを行っている。
- 2012年6月4日に、シドニー線に就航し、運航を開始[4]。当初はシンガポール航空から移籍したボーイング777-200ERを使用していた。
- 2012年6月の間に、2路線目としてゴールドコースト線に就航[5]。
- 2012年10月、シンガポール航空が、発注したボーイング787-9型機20機を、スクート用に譲渡することを発表。2013年には、ボーイング787-8型機10機とボーイング787-9型機10機に変更した[6]。
- 2013年には「Terrapinn Holdings」が発表した、アジアの「ベスト ローコスト キャリア」に選出された[7]。
- 2014年12月、タイのノックエアと共同で、中・長距離線を運航する格安航空会社ノックスクートを設立した[8]。
- 2015年3月、シドニー線、パース線、香港線でボーイング787-9型機の運航を開始した[9]。
- 2016年5月、世界最大の格安航空会社アライアンスであるバリューアライアンスに加盟した[10]。
- 2016年11月4日にタイガーエアとのブランド統合が発表された。2017年7月25日より「スクート」ブランドへ一本化された[11][12][13][14]。IATA航空会社コードが TZ から TR に変更された。
- 2020年2月、新型コロナウイルス感染拡大のため、香港線、パース線を除き、多数の便を運休。
- 2020年8月、エアバスA320型1機の内装を、貨物使用に一時的に改造した。
- 2020年12月末までに、機内での飲食の注文、免税品の購入、機内エンターテインメントなどのサービスを、旅客の携帯端末からアクセスできる機内ポータル「ScootHub」の運用を段階的に開始[15]。
- 2021年4月、衛生安全基準調査「APEX Health Safety」において、格安航空会社としては唯一となる、最高レベルの評価を獲得した[16]。
- 2024年4月11日にエンブラエルE190-E2型機を初受領し、シンガポール-クラビ線に投入した。東南アジアの航空会社によるE190-E2導入は初。また、シンガポールの航空会社によるブラジル製航空機の導入も初[17]。

## 日本との関係
| 便名      | 路線         | 路線                    | 機材                                | コードシェア |
| --------- | ------------ | ----------------------- | ----------------------------------- | ------------ |
| TR808/809 | シンガポール | 東京/成田               | - ボーイング787-8 - ボーイング787-9 | SQ           |
| TR876/877 | シンガポール | 台北/桃園経由 東京/成田 | - ボーイング787-8 - ボーイング787-9 | SQ           |
| TR870/871 | シンガポール | 台北/桃園経由 東京/成田 | - ボーイング787-8 - ボーイング787-9 | SQ           |
| TR820/821 | シンガポール | 大阪/関西               | - ボーイング787-8 - ボーイング787-9 | SQ           |
| TR892/893 | シンガポール | 台北/桃園経由 新千歳    | - ボーイング787-8 - ボーイング787-9 | SQ           |

### 日本との歴史
- 2012年10月29日、シンガポール-台北/桃園線を、台北経由東京/成田行きに延伸し、日本に初就航[18]。
- 2015年7月8日、ドンムアン国際空港経由の大阪/関西線に就航[19]。
- 2015年7月9日、高雄経由の関西線に就航[19]。
- 2016年7月21日、ドンムアン国際空港経由の東京/成田線に就航[20]。
- 2016年10月1日、台北/桃園経由の札幌/新千歳線に就航[21][22]。
- 2017年12月19日、関西経由ホノルル線就航に伴い、関西へ直行便乗り入れ開始[23]。
- 2019年5月7日、関西経由ホノルル線運休[24]。
- 2019年9月15日、ドンムアン経由関西線を運休[25]。
- 2020年9月、新型コロナウイルス感染拡大の影響で運休していた日本路線を再開し、9月9日から、成田-台北経由-シンガポール線、9月19日から、関西-高雄経由-シンガポール線を再開。
- 2021年6月5日より、成田空港の発着ターミナルを、第2ターミナルから第1ターミナル南ウイングに変更[26]。
- 2022年8月1日から、成田線の直行便を開設[27]。
- 2022年9月1日から関西線の直行便を再開[27]。
- 2022年11月1日から、新千歳線の運航を再開。経由便と直行便をあわせて毎日運航する[28]。

## 保有機材

### 退役機材
- ボーイング777-200ER型機 : 5機 （親会社のシンガポール航空の中古機を改装していた）

### 特別塗装機
- 2022年より、ボーイング787-9型機(機体番号「9V-OJJ」）に、ポケットモンスターの特別塗装を施し、「ピカチュウジェットTR」として運航している。「ピカチュウ」「ピチュー」「シェイミ」「コダック」「ラプラス」「セレビィ」「メガニウム」などのポケモンが、左右に異なるデザインで描かれている。ポケットモンスターの特別塗装機は、スカイマーク、チャイナエアラインなどの航空会社も運航しているが、東南アジアの航空会社では唯一である。たびたび日本にも飛来する[31][32][33]。

## 就航都市
| 国             | 都市 |
| -------------- | --- |
| シンガポール   | シンガポール(ハブ空港) |
| タイ           | プーケット、バンコク/スワンナプーム、サムイ島、チェンマイ、クラビ、ハートヤイ、チェンライ(2026年1月1日より運航開始予定)                                |
| ベトナム       | ハノイ、ホーチミン、フーコック、ニャチャン(2025年11月21日より運航開始予定)、ダナン(2025年10月20日より運航開始予定)                                     |
| インドネシア   | ジャカルタ、デンパサール、スラバヤ、マカッサル、マナド、パダン、バリクパパン、ロンボク、プカンバル、マジャレンカ、ジョグジャカルタ                     |
| マレーシア     | クアラルンプール、コタキナバル、ペナン、スバン、クチン、ランカウィ、シブ、クアンタン、イポー、ミリ、マラッカ、コタバル(2025年10月26日より運航開始予定) |
| フィリピン     | マニラ、セブ、クラーク、ダバオ、イロイロ |
| インド         | チェンナイ、ティルヴァナンタプラム、ティルッチラーッパッリ、アムリトサル、コーヤンブットゥール、ヴィシャーカパトナム                                   |
| ラオス         | ヴィエンチャン |
| 日本           | 東京/羽田(2026年3月1日より運航開始予定)、東京/成田、大阪/関西、札幌/新千歳、那覇(2025年12月15日より運航開始予定)                                       |
| 韓国           | ソウル/仁川、済州 |
| 中国           | 長沙、西安、天津、南寧、海口、杭州、広州、鄭州、福州、瀋陽、武漢、南京、汕頭、昆明、青島                                                               |
| 香港           | 香港 |
| マカオ         | マカオ |
| 台湾           | 台北/桃園 |
| サウジアラビア | ジェッダ |
| オーストリア   | ウィーン |
| ギリシャ       | アテネ |
| オーストラリア | シドニー、メルボルン、パース |

## サービス
- ScooTV - 機内WiFiを利用した、有料のオンデマンド放送サービス[36]
- スクート・スルー : シンガポール・チャンギ国際空港でスクート、シンガポール航空、シルクエアの一部路線に乗り継ぐ場合、追加料金で制限区域内での乗継チェックインができる[37]。この際、シンガポールへの入国審査は必要ない。
- Scoot-in-Style : ラウンジの利用、優先搭乗サービスが有料で利用できる[38]。

### 機内クラス
エコノミークラス
3-3-3配列で、機内食は有料である。運賃は、座席のみのフライ、座席と受託手荷物20kgがセットになったフライバッグ、フライバッグに機内食と飲料がセットになったフライ・バッグ・イートの3種類ある。シートのリクライニング幅は15cm。
- スタンダードシート：平均31インチ（約79cm）のシートピッチに、シート幅18インチ（約46cm）と、大手の航空会社と大差ない。
- スーパーシート：シートピッチは34インチ（約86cm）で、可動式ヘッドレストを装備。
- ストレッチシート：機内を仕切る壁の後ろにある座席。シートピッチは最小で34インチ（約86cm）以上あり、足元はスタンダードシートと比較して最大50%も広い。可動式ヘッドレストを装備。
- サイレントゾーン：機内前方に設定されている、12歳未満の利用は出来ないエリア。全席に可動式ヘッドレストを装備し、一部機材を除きスーパーシートやストレッチシートも選択が可能。また、到着時には優先的に降機出来る。
- 隣席購入サービス : 隣席を2席まで購入し、空席にできるサービス[41]

スクートビズ
2019年9月2日より、スクートプラス(ScootPlus)に名称変更予定
ボーイング787運航便で利用できるビジネスクラス。受託手荷物は30kgまで預けることが可能で、機内持込手荷物は2つ（合計最大15kg）まで持込みが可能。優先的にチェックインと、搭乗案内がされる。ウェルカムドリンクとアルコールドリンクをそれぞれ1つ追加で提供され、機内食は無償である。機内では、Wi-Fiが30MBまで無償で利用できる。到着時も優先的に降機出来る。
- シートはエコノミークラスと違い、レザーシートで2-3-2配列。シートピッチは最小96cm、シート幅は56cm、リクライニング幅は20cm。パソコン用電源、完全可動式ヘッドレスト、レッグレストを装備している。